# Urup (ostrov)

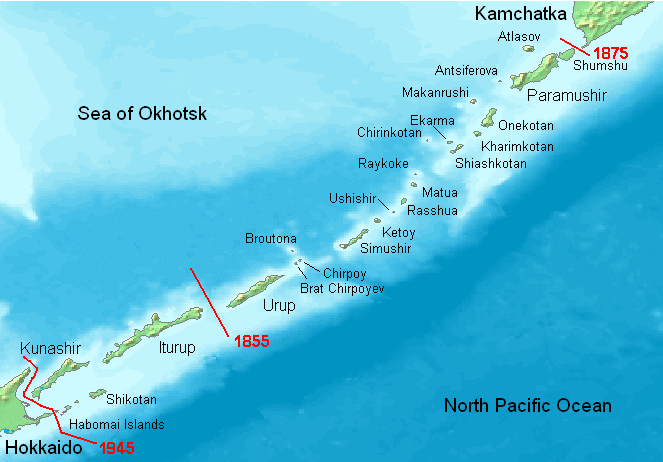
Mapa znázorňující historii Kurilských ostrovů. Většina jižních ostrovů Kuril byla součástí Japonska v letech 1855 až 1945. Urup, ačkoliv patří mezi jižní ostrovy, byl součástí Japonska v letech 1875 až 1945, podobně jako většina ostrovů souostroví. Na tyto ostrovy (tedy včetně Urupu) si Japonsko nedělá nárok

Ruský ostrov Urup (rusky Уруп; āinsky ウルㇷ゚ — Urup; japonsky 得撫島, Uruppu-tó) je čtvrtý největší ostrov souostroví Kurily. Směrem na jihozápad leží největší kurilský ostrov Iturup a o něco dále stejným směrem japonský ostrov Hokkaidó, na severovýchodě, za průlivem Boussole, další kurilský ostrov Simušir.

## Geografie
Ostrov sopečného původu náleží do Sachalinské oblasti. Jeho rozloha je asi 1 430 km², má protáhlý tvar (délka asi 120 km), táhne se od severovýchodu na jihozápad. Urup je oddělen průlivem Urup od ostrovů Čornyje Braťja, které se nacházejí asi 30 km severovýchodně, a Vriesovým průlivem od ostrova Iturup, nacházejícího se asi 40 km jihozápadně.
Povrch je hornatý, nejvyšším vrcholem je sypaný kužel Ivao (Группа Ивао), dosahuje nadmořské výšky 1 426 m n. m. Z celkového počtu 25 vulkánů jsou v současnosti aktivní jen dva: Tresubez a Berga.
Urup leží severovýchodně od ostrova Hokkaidó přibližně ve stejné geografické šířce jako jižní cíp ostrova Sachalin.

## Historie

### Předruské období
Urup byl původně osídlen příslušníky národa Ainu.
Dne 20. června 1643 objevila expedice nizozemského mořeplavce Maartena Gerritsena de Vriese úžinu mezi ostrovy Iturup a Urup (nyní Vriesův průliv). De Vries mylně považoval ostrov Iturup za severovýchodní cíp Hokkaida a Urup za součást Ameriky. Toho dne  Holanďané tako poprvé přistáli na Urupu. Dne 23. června 1643 vztyčil de Vries na plochém vrcholu vysoké ostrovní hory dřevěný kříž a prohlásil tuto zemi za majetek Nizozemské východoindické společnosti.

### Ruské období
V 18. století na ostrov přišli první ruští lovci kožešin, průzkumníci a obchodníci. V roce 1766 sibiřský guvernér Denis Ivanovič Čičerin vyslal k jižním Kurilským ostrovům expedici vedenou Nikitou Čikinem a kozáckým setníkem z Kamčatky Ivanem Čjornyjem, která měla přivést domorodé ostrovany k ruskému poddanství, přesvědčit je mírovou cestou o výhodnosti uznání ruské nadvlády. Čikin během expedice nečekaně zemřel a jediným vůdcem se stal kozák Čjornyj. V zimě roku 1770 zakotvil na břehu Urupu a rozhodl se zde přezimovat. V rozporu s guvernérovým doporučením, jak se má chovat k domorodcům, Čjornyj celou zimu popíjel alkohol, pytlačil, bral si majetek domorodců a urážel jak své kozácké společníky, tak hlavně domorodce. Čjornyjova arogance vedla v roce 1771 ke vzpouře domorodců na Urupu, při které bylo zabito mnoho Rusů. Ivan Čjornyj se zachránil, uprchl z ostrova a za svá zvěrstva byl souzen v Irkutsku, kde zemřel při epidemii neštovic. 
Po potlačení domorodého povstání vypracovaly sibiřské úřady plán na vytvoření trvalé ruské osady, obchodní základy a opevnění na Urupu. Od počátku byla tato nová osada využívána jako obchodní základna Rusko-americké společnosti. První ruští osadníci stavěli domy, zakládali zeleninové zahrady, seli ječmen, pšenici, žito, oves, proso, konopí a chovali dobytek. V roce 1775 osada získala opevnění a vstup do přístaviště byl chráněn několika děly. V lednu 1780 se na ostrově zastavila ruská expedice Ivana Michajloviče Antipina, která dokončila podmanění místních Ainů a většinu domorodců obrátila na křesťanství.
Od roku 1779 započal pozvolný ekonomický úpadek ruské osady na Urupu, protože carevna Kateřina II. osvobodila všechny domorodé ostrovany od povinnosti platit daně, pokud přijmou křesťanství a uznají ruskou nadvládu. Výběr daní v kožešinách byl přitom hlavním ekonomickým přínosem ruské osady na Urupu.
V roce 1795 přišlo oživení ruské osady na ostrově, když Rusko-americká společnost založila na Urupu své skladiště Kurilorossija a jen během jednoho roku sem přesídlila 40 kolonistů (nejen Rusů, ale i Kamčadalů a Aleutů). 
V roce 1801 se na Urupu vylodila skupina Japonců vedená úředníky Gendžuro Tojamou a Ujehidou Mijamim a přímo před ruskou osadou vztyčila sloup, kde bylo uvedeno, že Tento ostrov podléhá velkému Japonsku, dokud existuje nebe a země. Rusové se obávali střetu s Japonskem a raději se postupně vystěhovávali na Kamčatku a nebo na Aleutské ostrovy. V květnu 1806 na ostrov dorazila další japonská expedice, která našla ruskou osadu prakticky opuštěnou, přežívalo tam již jen několik málo Kamčadalů a Aleutů. Rusové odešli. Na jaře 1807 se na Urupu vylodil ruský poručík Chvostov, zničil symboly japonské moci na ostrově, obnovil ruské hraniční značky a zanechal na ostrově posádku pěti námořníků, kteří měli prosazovat ruské zájmy. Ruská vláda odeslala japonské vládě protest nejen proti obsazení Urupu, ale i dalších Kurilských ostrovů. Rusko prohlásilo, že všechny Kurilské ostrovy až po velký ostrov Hokkaidů patří Rusku. 
Dne 23. dubna 1828 bylo obnoveno ruské osídlení ostrova.
Podle smlouvy z roku 1855 uzavřené v japonské Šimodě připadl ostrov Rusku. Ve stejném roce v rámci krymské války obsadila Urup britsko-francouzská vojska a vyhnala ruské obyvatelstvo. V roce 1856 se ostrov vrátil Rusku.

### Japonské období
Dohoda mezi Ruskem a Japonskem uzavřená v roce 1875 v Petrohradě postoupila ostrov Japonsku spolu s dalšími 17 Kurilskými ostrovy, Rusko za to získalo japonskou část ostrova Sachalin. Rusko-japonské hranice tím byly přesně vytyčeny a obě strany byly spokojeny. Japonci okamžitě zcela zničily rusko-aleutskou osadu, vypálili domy a vyhnali Rusy a Aleuty. Navzdory formální japonské kontrole byl Urup často navštěvován britskými lovci a pytláky, kteří si na ostrově zakládaly své dočasné základny. V té době nemělo Japonsko silnou vojenskou flotilu a proto jeho suverenita na 18 Kurilskými ostrovy (včetně Urupu) byla značně pomíjivá až do konce 19. století.
V roce 1883 byli domorodí Ainuové v rámci japonizace ostrova přesídleny na ostrov Šikotan.
S koncem 19. století přišla japonská kolonizace ostrova, na Urup byly přesídlovány japonské civilní rodiny, které tam zakládaly osady. Se začátkem druhé světové války bylo všechno japonské civilní obyvatelstvo Urupu přesídleno na Hokkaidó. Na Urupu byly zřízeny tábory nucen nasazených, kteří vybudovali silnice a letiště. Nuceně nasazení zde byli hlavně Korejci, američtí váleční zajatci a také Nizozemci z okupované Indonésie. Na ostrově byl vytvořen koncentrační tábor pro 3000 válečných zajatců. Japonci také na Urupu založili několik liščích školek, aby zásobovali své vojáky uniformami z kožešin za účelem vedení války v drsných podmínkách chladné sibiřské zimy. 
Během druhé světové války, až do roku 1945, měla japonská divize na ostrově Urup základnu s asi 6000 vojáky. 
Dne 8. srpna 1945 se japonská vojska na ostrově vzdala vyloděným sovětským jednotkám.

### Od roku 1946
Roku 1946 byl ostrov oficiálně znovu začleněn do Ruska. V letech 1946-1991 byl na ostrově umístěn kontingent pohraničních jednotek SSSR.
V roce 1945 byl Urup, stejně jako ostatní ostrovy Kuril obsazen sovětskými jednotkami a od roku 1946 ostrov patří k sovětskému, respektive od roku 1991 ruskému území. Japonsko se v roce 1951 v mírové smlouvě ze San Franciska vzdalo všech nároků na Kurilské ostrovy, včetně Urupu.
Od roku 1991 je Urup součástí Ruska jako nástupnické země SSSR.
V roce 2019 byl ostrov Urup prohlášen za zvláštní ekonomickou zónu a v jihozápadní části ostrova byla zahájena intenzivní těžba zlata.

## Populace
V současnosti není ostrov trvale obydlen. Na Urupu existují dvě neobydlené osady Kastrikum a Kompanejskoje. Na ostrově žijí dvě rodiny strážců majáků na jižním a na severním cípu, které od sebe dělí 120 km. Od roku 2011 je na ostrově tábor skupiny těžařů zlata KurilGEO.